# Stéphane Peterhansel
Stéphane Peterhansel (Échenoz-la-Méline, 6 agosto 1965) è un pilota motociclistico e pilota di rally francese, vincitore di due titoli mondiali nell'enduro e di 14 edizioni della Rally Dakar (sei in moto e otto in auto).

## Carriera

### Moto

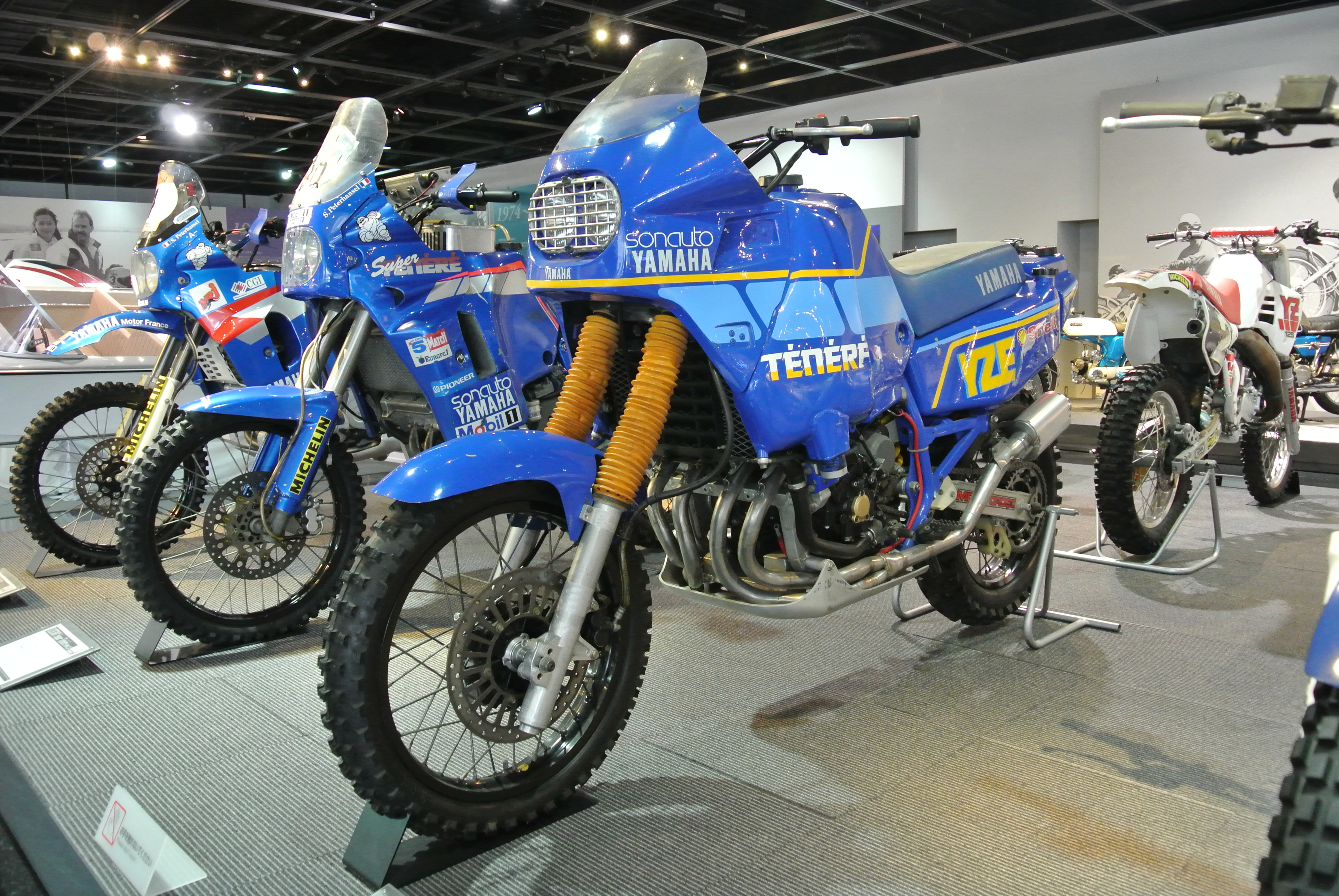
La Yamaha di Peterhansel.

Peterhansel inizia a correre in moto all'età di quindici anni, pur non avendo ancora la possibilità di avere una regolare licenza; poi nel 1981, guadagnati finalmente i requisiti, s'iscrive regolarmente al Campionato francese di enduro e se lo aggiudica alla guida di una Husqvarna.
Nel corso degli anni riuscirà poi ad aggiudicarsi per altre dieci volte il titolo nazionale francese della categoria. Nel 1987 entra a far parte della squadra Yamaha con Hubert Auriol e Cyril Neveu.
L'anno successivo corre con la Yamaha per la prima volta nel Rally Dakar, classificandosi 18º; sempre nel 1988 fa parte della squadra nazionale francese che si aggiudica la Sei Giorni Internazionale di Enduro. Nel 1989 arriva 4º nella Dakar, gara che vincerà la prima volta nel 1991. Da lì in poi è un susseguirsi di trionfi: vince nel 1992, nel 1993, nel 1995, nel 1997 e nel 1998, conquistando il primato di vittorie in moto. Nel 1997 si aggiudica anche il suo primo titolo nel campionato mondiale di enduro nella categoria 250 cm³ 2T.
Nel 2011, a sorpresa, dopo tredici anni dalla sua ultima competizione in moto, torna ai rally raid partecipando al Sardegna Rally Race con una Yamaha; trascina con sé in tale avventura la compagna Andrea Mayer (anche lei da tempo non faceva più gare in moto), Per Peterhansel non si tratta comunque di una semplice partecipazione velleitaria, infatti conclude al 4º posto nella classifica generale (23ª la compagna Mayer, prima delle donne) e promette di ritornare l'anno successivo.

### Auto

#### Inizi
Nel 1995 debutta per la prima volta nelle auto nel Trofeo Andros, competizione effettuata su ghiaccio, al volante di una Nissan Micra. In seguito al suo ritiro dalle moto, aveva inizialmente intavolato delle trattative con Mitsubishi, a quel tempo il costruttore più competitivo nella Dakar. Per problemi di budget, tuttavia, viene in seguito ingaggiato dalla Nissan. Come navigatore sceglie l'esperto Jean-Paul Cottret, che poteva già diverse partecipazioni al rally africano. I due fanno il loro debutto nel 1998 in un rally disputatosi a Dubai. Nel 1999 debutta alla Dakar nella categoria auto a bordo di una Nissan Navara del Team Dessoude, ottenendo un settimo posto assoluto e imponendosi come il migliore dei piloti della casa giapponese. 
L'anno successivo, in cerca di una vettura più competitiva, viene ingaggiato dalla SBM alla guida di un buggy Mega. Con il veicolo francese si aggiudica due tappe e si classifica al secondo posto assoluto, dietro a Jean-Louis Schlesser. Alla sua seconda partecipazione ottiene così il suo primo podio nelle auto. Con Mega disputerà poi il Rally del Marocco e il Rally di Dubai, prima che la piccola casa transalpina annunci il suo ritiro dalle competizioni.
Nel 2001 fa ritorno alla Nissan, venendo affiancato da William Alcaraz come navigatore. Con la casa giapponese si classifica 12º assoluto, vincendo però la categoria Production. Contemporaneamente prosegue la sua carriera motociclistica, laureandosi nuovamente campione del mondo enduro con una moto 4 tempi da 250 cc del team Yamaha Italia.
Confermato da Nissan anche per il 2002, ritrova Cottret come navigatore. La sua partecipazione alla Dakar si rivela però più sfortunata delle precedenti, dal momento che non riesce ad arrivare al traguardo finale nonostante una vittoria di tappa. Poco dopo tuttavia viene ingaggiato dalla Mitsubishi, con la quale vince il Rally di Tunisia e il Rally di Dubai, in vista di un nuovo assalto alla Dakar l'anno successivo.

#### Mitsubishi

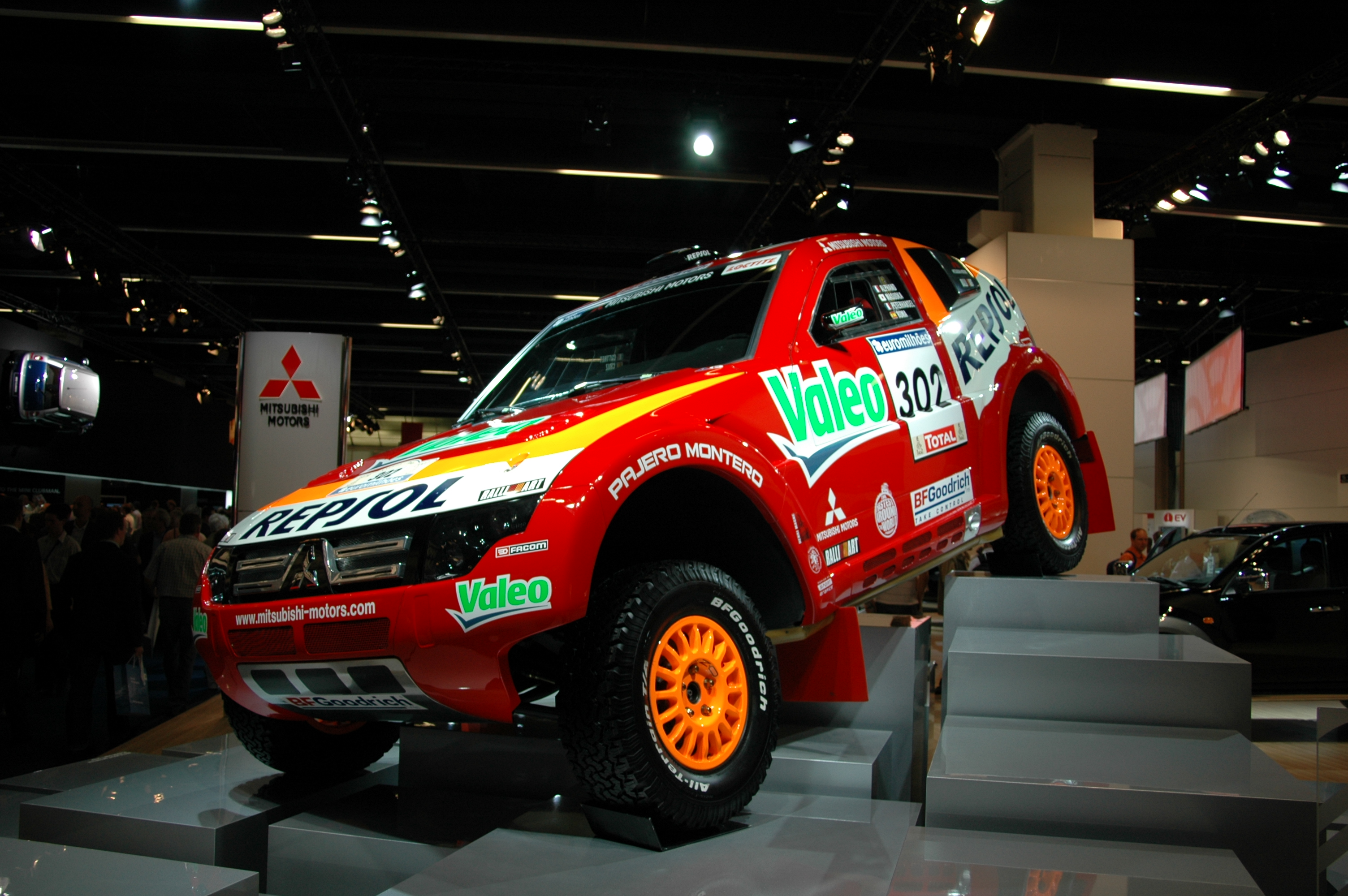
Mitsubishi Pajero Evolution di Peterhansel.

All'interno della casa giapponese trova compagni di squadra del calibro di Hiroshi Masuoka e Jean-Pierre Fontenay, ai quali si aggiungerà qualche anno più tardi anche Luc Alphand. Nel 2003, potendo finalmente contare su una vettura di primo livello, si mette in luce fin dall'inizio della competizione, aggiudicandosi ben 6 tappe. Un errore di guida nelle fasi finali del rally, tuttavia, gli costeranno la vittoria e lo relegheranno al terzo posto assoluto, proprio dietro ai due compagni di squadra, regalando così a Mitsubishi una tripletta.
Nel 2004 ottiene la sua prima vittoria tra le auto, arricchita da due vittorie di tappa. Si ripete anche l'anno successivo, vincendo altre quattro tappe. Nel 2006 un errore di guida lo priva nuovamente della vittoria, costringendolo al quarto posto finale. Nel 2007 si rende protagonista di una piccola polemica, dopo essere stato visto inquinare l'acqua di un abbeveratoio africano mentre era intento a raffreddare il meccanismo della frizione del suo motore. 
Nel 2008 la Dakar è stata annullata a causa di alcuni problemi di sicurezza e sostituita dal Rally dell'Europa Centrale. Nel 2009 si ripresenta sempre come pilota ufficiale Mitsubishi, ma è costretto al ritiro nelle prime fasi della competizione a causa di un problema meccanico. Poco dopo la Mitsubishi ha annunciato il suo ritiro dalla Dakar, lasciando Peterhansel senza contratto.

#### BMW/Mini

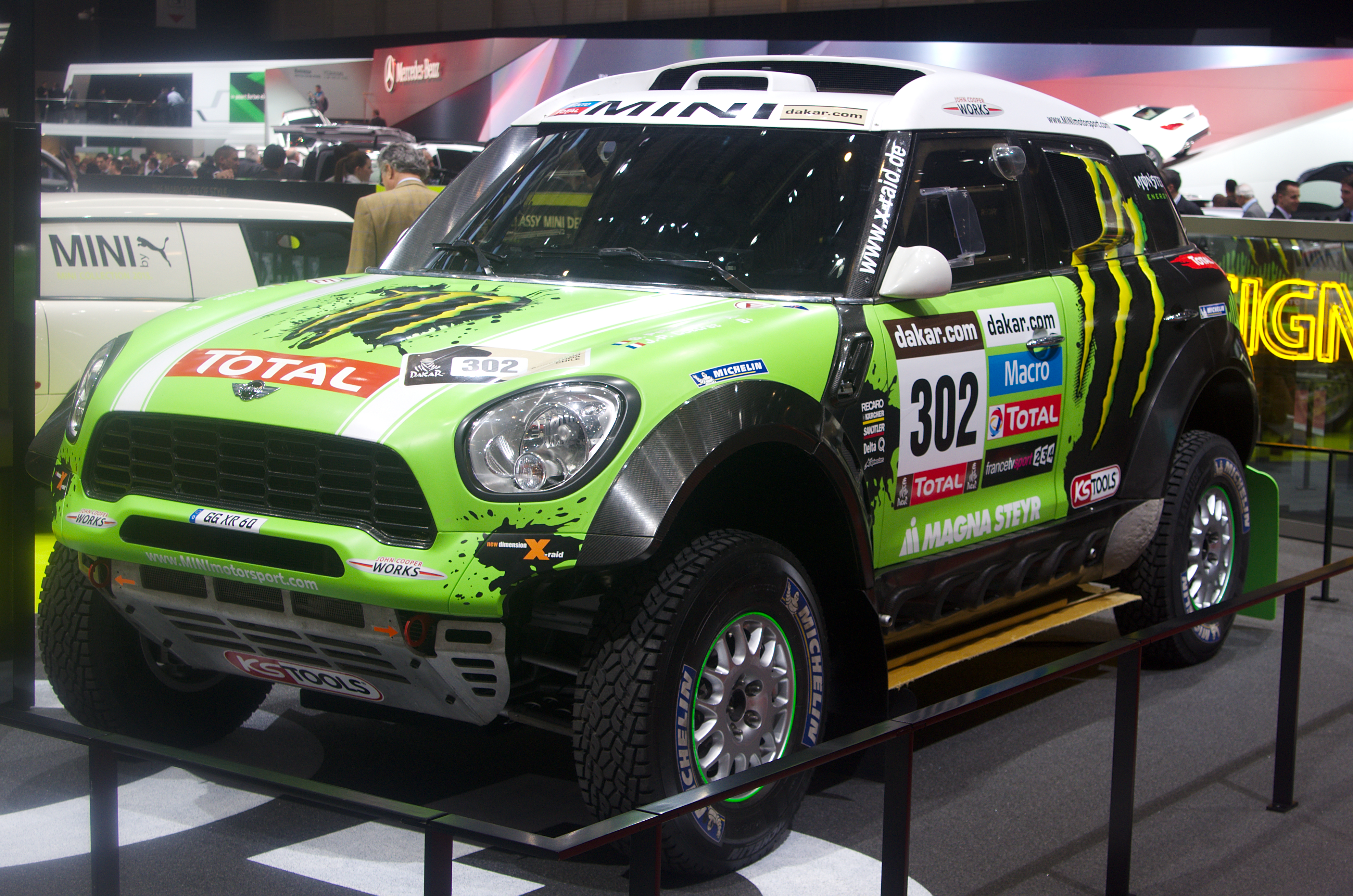
La Mini ALL4 Racing utilizzata da Peterhansel alla Dakar 2013.

Nel 2010 viene ingaggiato dalla X-raid, team ufficiale BMW, a bordo di una X3 CC. Al suo primo anno con la scuderia tedesca ottiene un quarto posto finale, con quattro vittorie di tappa. Lo stesso risultato arriverà anche l'anno successivo, anche se con una sola tappa vinta.
Nel 2012, a seguito di un avvicendamento all'interno del gruppo BMW, la X-raid è diventata team ufficiale Mini e ha presentato il suo nuovo fuoristrada, la Mini ALL4 Racing. Con la nuova vettura si mostra competitivo fin dalle prime fasi, ma non riesce a mantenere il passo dell'americano Robby Gordon, che partecipa alla competizione con un Hummer privato. È stato inoltre protagonista di una polemica dopo aver investito un motociclista durante l'attraversamento di un guado. Al termine della decima tappa, tuttavia, Gordon è stato squalificato a causa di alcune irregolarità riscontrate nel sistema di sovralimentazione del motore del suo veicolo, aprendo così la strada alla decima Dakar in carriera per Peterhansel.
Nel 2013 ottiene la sua quinta vittoria in carriera tra le auto, superando così il record precedentemente detenuto da Ari Vatanen.
Nel Rally Dakar 2014 si è mostrato ancora una volta competitivo, ma è incappato in diverse difficoltà. Dopo aver accumulato quasi un'ora di ritardo nei confronti del compagno di squadra Nani Roma, si è reso protagonista di una furiosa rimonta che lo ha portato a sfiorare la testa della classifica. X-raid ha però scelto di intervenire, ordinando ai suoi piloti di congelare le posizioni. Roma è diventato così il terzo pilota nella storia a vincere la Dakar sia in moto che in auto (dietro allo stesso Peterhansel e a Hubert Auriol). Il francese si è invece dovuto accontentare del secondo posto e di 4 vittorie di tappa.

#### Peugeot

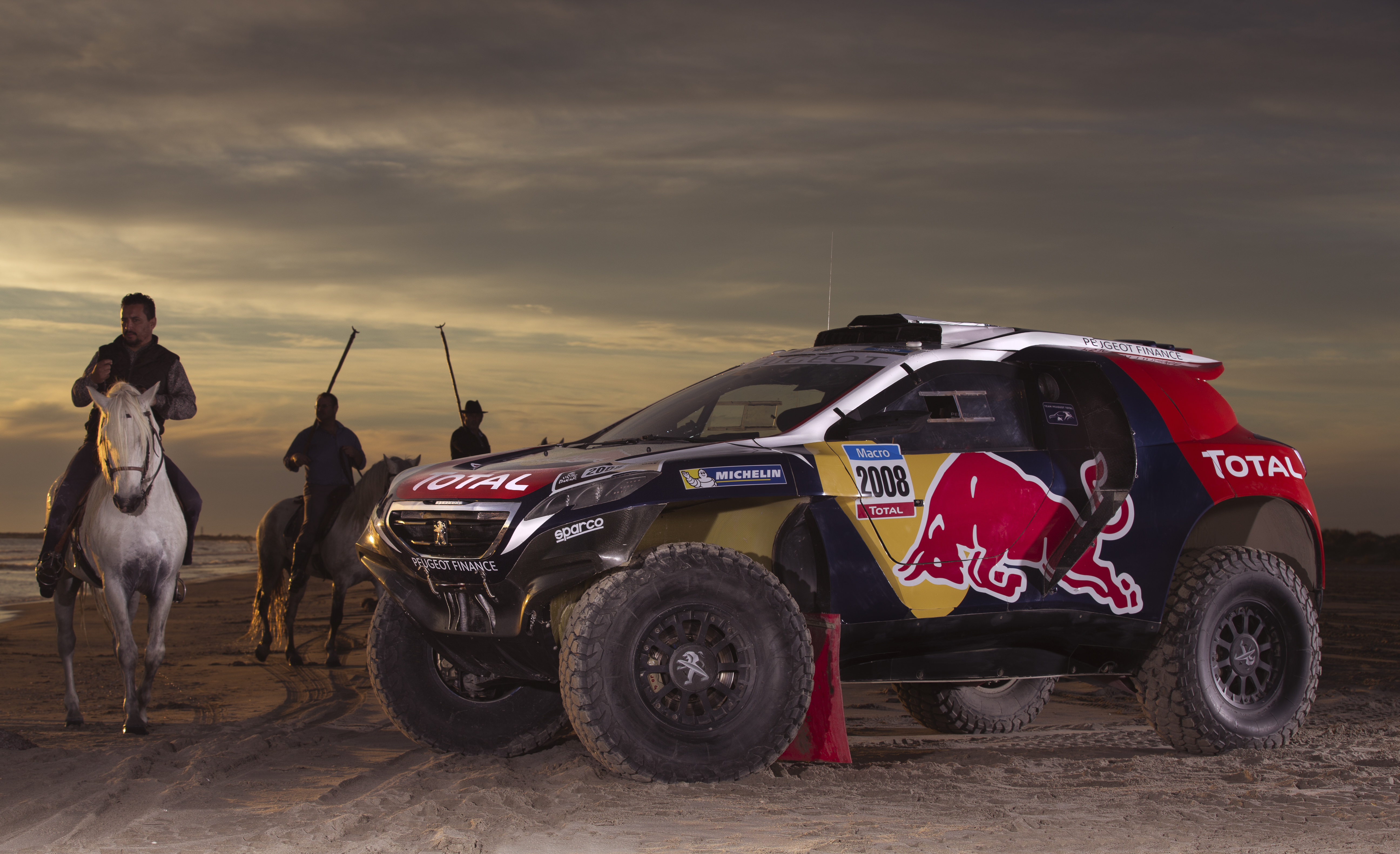
Una Peugeot 2008 DKR uguale a quella utilizzata da Peterhansel nel 2015 e nel 2016.

Nel giugno 2014 Peugeot, che avrebbe debuttato alla Dakar l'anno successivo, ha annunciato il suo ingaggio, in quello che è stato da molti definito un Dream Team, composto anche da Carlos Sainz e Cyril Despres. Insieme ai compagni di squadra, partecipa in estate ai test della Peugeot 2008 DKR, il nuovo buggy a due ruote motrici preparato dalla casa francese. Alla Dakar 2015 si classifica 11º, risultando il migliore dei piloti Peugeot. Nel corso dell'anno vince il China Grand Rally, regalando a Peugeot la prima vittoria dal suo ritorno nei rally.
Nel 2016 si aggiudica la sua dodicesima Dakar (la sesta a bordo di un'auto), ottenendo anche 3 vittorie di tappa. Peugeot ha così ottenuto la sua quinta Dakar, 25 anni dopo la vittoria di Ari Vatanen con la 405 T16 del 1990. Nel 2017 si presenta al via con una versione aggiornata del suo buggy, denominata 3008 DKR, ottenendo un'altra vittoria. Nel corso di queste due edizioni il suo principale rivale è il compagno di squadra e nove volte campione del mondo rally Sébastien Loeb. Pur non riuscendo ad avere la stessa velocità di quest'ultimo, Peterhansel si distingue nella navigazione, che gli vale le due vittorie finali.
Nel 2018 viene confermato a bordo della nuova evoluzione del buggy Peugeot, denominato 3008 DKR Maxi. Nel corso di questa edizione riesce a vincere 3 tappe, ma si classifica solo al 4º posto, mentre la vittoria finale andrà al compagno di squadra Sainz. Al termine della stagione la Peugeot ha annunciato il ritiro dalla Dakar.

#### Ritorno alla Mini

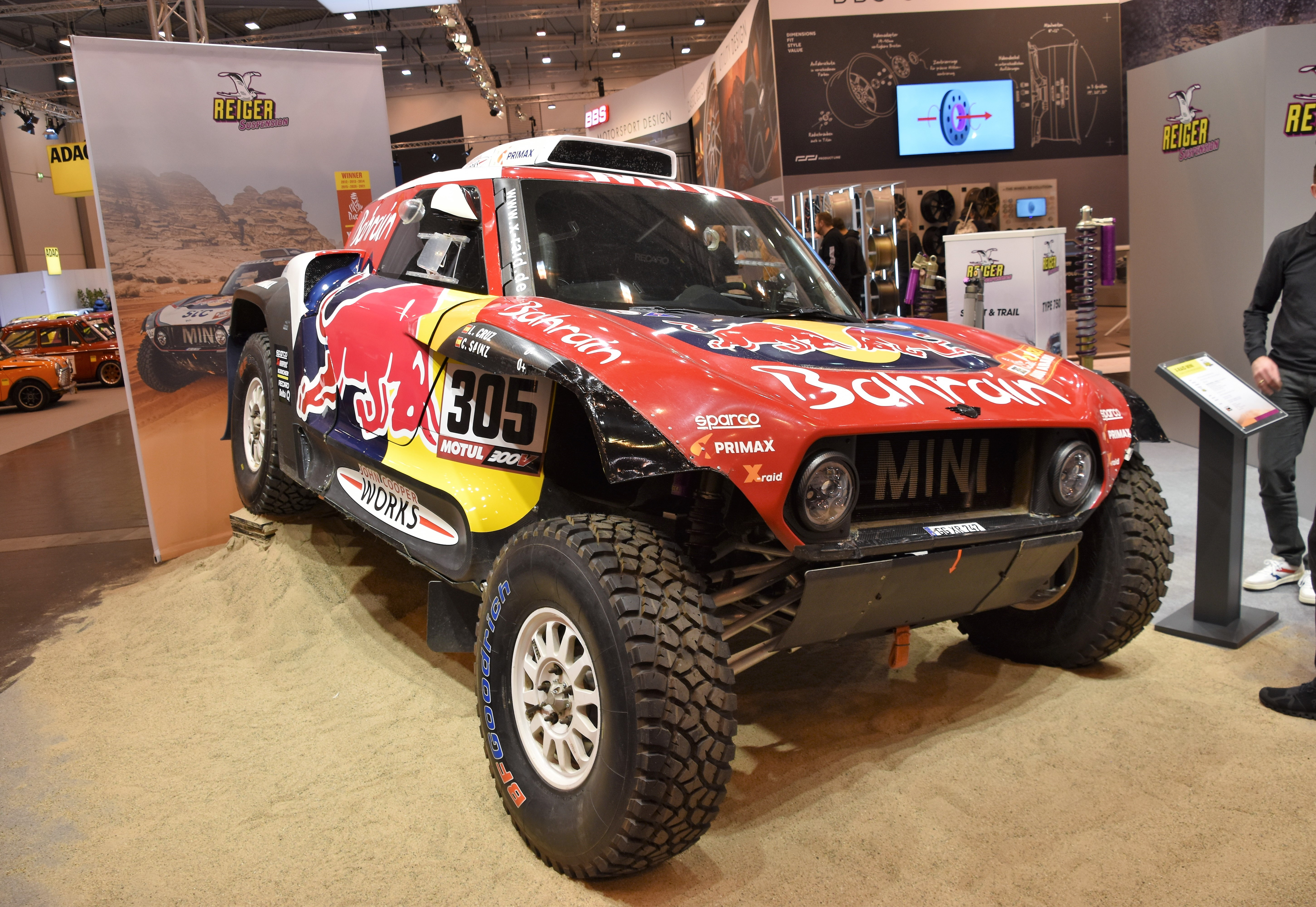
Una Mini John Cooper Works Buggy uguale a quella utilizzata da Peterhansel dal 2019 al 2021.

Nell'estate 2018 passa alla X-raid insieme ai compagni di squadra Sainz e Despres. Al team tedesco trova un nuovo buggy a due ruote motrici, la Mini John Cooper Works Buggy, di concezione molto simile alla Peugeot con cui correva negli anni precedenti. Alla Dakar 2019 perde lo storico navigatore Jean-Paul Cottret, passato con il compagno di squadra Cyril Despres. Al suo posto viene scelto David Castera. Nel corso della gara si trova stabilmente al quarto posto a pochi giorni dalla fine, quando è costretto a ritirarsi a causa delle ferite riportate da Castera nel corso di un incidente. È il suo primo ritiro in 10 anni.
Nel 2020 si presenta al via con la moglie Andrea Peterhansel come navigatrice. Quest'ultima viene tuttavia dichiarata non idonea a pochi giorni dalla partenza per alcuni problemi di salute e al suo posto viene scelto il portoghese Paulo Fiúza. Anche a causa di alcuni problemi di comunicazione con il suo nuovo navigatore, non riesce a mantenere il ritmo dei primi, ma si classifica comunque terzo con 3 vittorie di tappa.
Nel 2021 si presenta con un nuovo navigatore, l'ex pilota motociclistico Édouard Boulanger. Si ritrova così a disputare la sua quarta edizione con quattro navigatori diversi, dopo essere stato navigato per quasi 20 anni da Cottret. Nel corso di questa edizione si aggiudica una tappa e soprattutto la vittoria finale, portandosi così a casa la sua quattordicesima Dakar.

#### Audi
Nell'estate 2021 passa ad Audi insieme a Sainz, in vista del debutto del costruttore tedesco alla Dakar l'anno successivo. La nuova vettura è l'Audi RS Q e-tron, un fuoristrata spinto da due motori elettrici derivati dalla Formula E, a loro volta alimentati da un motore a benzina derivato dal DTM. Il passaggio in Audi di Peterhansel e Sainz è stato reso possibile dal fatto che la Q Motorsport, team ufficiale del costruttore tedesco, condivide la stessa proprietà con X-raid.
Dopo aver preso il via alla Dakar 2022, vede le sue speranze di vittoria svanire già nel corso della prima tappa. Dopo aver colpito una roccia e aver riportato la rottura dell'asse posteriore, perde infatti diverse ore rispetto agli altri concorrenti. Rimasto comunque in gara, riesce ad aggiudicarsi una tappa, ma si classifica comunque al 59º posto assoluto a causa del tempo perso durante il precedente incidente. 
Sfortunata è anche la partecipazione alla Dakar 2023. Nel corso della sesta tappa, infatti, rimane coinvolto in un incidente tra le dune del deserto arabo. Nonostante la sua vettura avesse subito danni riparabili, il suo navigatore Édouard Boulanger subisce un infortunio alla schiena. Peterhansel è così nuovamente costretto al ritiro dalla competizione.
Alla Dakar 2024 la vittoria della seconda tappa della gara gli ha permesso di raggiungere 50 vittorie di tappa, andando così a pareggiare il record detenuto da Ari Vatanen. Anche la partecipazione a questa competizione non è però particolarmente fortunata. Nel corso della sesta tappa, infatti, un problema idraulico gli fa perdere oltre tre ore, facendogli così perdere ogni speranza di vittoria. Peterhansel resterà comunque in gara per aprire la strada al compagno di squadra Sainz, che si aggiudicherà poi la vittoria finale.

### Africa Eco Race
Nel novembre 2024 ha annunciato la sua assenza al Rally Dakar 2025 dopo 35 partecipazioni consecutive. Sarà invece con il team Yamaha nell'Africa Eco Race.

## Risultati

### Rally Dakar
| Anno | Classe | Scuderia                     | Vettura                      | Pos. | TV |
| ---- | ------ | ---------------------------- | ---------------------------- | ---- | -- |
| 1988 | Moto   | Yamaha Motor France          | Yamaha Proto 750 Sonauto     | 18º  | 1  |
| 1989 | Moto   | Yamaha Motor France          | Yamaha Ténéré                | 4º   | 6  |
| 1990 | Moto   | Yamaha Motor France          | Yamaha YZE750T               | SQ   | 1  |
| 1991 | Moto   | Yamaha Motor France          | Yamaha YZE750T               | 1º   | 1  |
| 1992 | Moto   | Yamaha Motor France          | Yamaha YZE850T               | 1º   | 4  |
| 1993 | Moto   | Yamaha Motor France          | Yamaha YZE850T               | 1º   | 3  |
| 1995 | Moto   | Yamaha Motor France          | Yamaha YZE850T               | 1º   | 4  |
| 1996 | Moto   | Yamaha Motor France          | Yamaha YZE850T               | Rit  | 3  |
| 1997 | Moto   | Yamaha Motor France          | Yamaha YZE850T               | 1º   | 7  |
| 1998 | Moto   | Yamaha Motor France          | Yamaha YZE850T               | 1º   | 3  |
| 1999 | Auto   | Team Dessoude                | Nissan Navara                | 7º   | 0  |
| 2000 | Auto   | SBM                          | Mega Desert                  | 2º   | 2  |
| 2001 | Auto   | Nissan Motorsport            | Nissan Navara                | 12º  | 0  |
| 2002 | Auto   | Nissan Motorsport            | Nissan Navara                | Rit  | 1  |
| 2003 | Auto   | Team ATS Mitsubishi Ralliart | Mitsubishi Pajero Evolution  | 3º   | 6  |
| 2004 | Auto   | Mitsubishi Ralliart          | Mitsubishi Pajero Evolution  | 1º   | 2  |
| 2005 | Auto   | Mitsubishi Ralliart          | Mitsubishi Pajero Evolution  | 1º   | 4  |
| 2006 | Auto   | Mitsubishi Ralliart          | Mitsubishi Pajero Evolution  | 4º   | 3  |
| 2007 | Auto   | Repsol Mitsubishi Ralliart   | Mitsubishi Pajero Evolution  | 1º   | 0  |
| 2009 | Auto   | Repsol Mitsubishi Ralliart   | Mitsubishi Pajero Evolution  | Rit  | 0  |
| 2010 | Auto   | Team X-raid                  | BMW X3 CC                    | 4º   | 4  |
| 2011 | Auto   | Monster X-raid Team          | BMW X3 CC                    | 4º   | 1  |
| 2012 | Auto   | Monster Energy X-raid Team   | Mini ALL4 Racing             | 1º   | 3  |
| 2013 | Auto   | Monster Energy X-raid Team   | Mini ALL4 Racing             | 1º   | 2  |
| 2014 | Auto   | Monster Energy X-raid Team   | Mini ALL4 Racing             | 2º   | 4  |
| 2015 | Auto   | Team Peugeot Total           | Peugeot 2008 DKR             | 11º  | 0  |
| 2016 | Auto   | Team Peugeot Total           | Peugeot 2008 DKR             | 1º   | 3  |
| 2017 | Auto   | Team Peugeot Total           | Peugeot 3008 DKR             | 1º   | 3  |
| 2018 | Auto   | Team Peugeot Total           | Peugeot 3008 DKR Maxi        | 4º   | 3  |
| 2019 | Auto   | X-raid Mini JCW Team         | Mini John Cooper Works Buggy | Rit  | 2  |
| 2020 | Auto   | Bahrain JCW X-raid Team      | Mini John Cooper Works Buggy | 3º   | 4  |
| 2021 | Auto   | X-raid Mini JCW Team         | Mini John Cooper Works Buggy | 1°   | 1  |
| 2022 | Auto   | Team Audi Sport              | Audi RS Q e-tron             | 59°  | 1  |
| 2023 | Auto   | Team Audi Sport              | Audi RS Q e-tron E2          | Rit  | 0  |
| 2024 | Auto   | Team Audi Sport              | Audi RS Q e-tron E2          | 30°  | 1  |

### Campionato del mondo rally-raid
| Anno | Scuderia        | Vettura             | 1       | 2   | 3   | 4   | 5      | Pos. | Punti |
| ---- | --------------- | ------------------- | ------- | --- | --- | --- | ------ | ---- | ----- |
| 2022 | Team Audi Sport | Audi RS Q e-tron    | DAK 59  | ABU | MAR | AND |        | NC   | 0     |
| 2023 | Team Audi Sport | Audi RS Q e-tron E2 | DAK Rit | ABU | SON | DES | MAR 14 | 23°  | 10    |

## Palmarès

### Rally Dakar
| - 1988 : 18º - 1989 : 4º - 1990 : Ritirato - 1991 : Vincitore - 1992 : Vincitore - 1993 : Vincitore - 1995 : Vincitore - 1996 : Ritirato - 1997 : Vincitore - 1998 : Vincitore | - 1999 : 7º - 2000 : 2º - 2001 : 12º - 2002 : Ritirato - 2003 : 3º - 2004 : Vincitore - 2005 : Vincitore - 2006 : 4º - 2007 : Vincitore - 2009 : Ritirato - 2010 : 4º - 2011 : 4º - 2012 : Vincitore - 2013 : Vincitore - 2014 : 2º - 2015 : 11º - 2016 : Vincitore - 2017 : Vincitore - 2018 : 4º - 2019 : Ritirato - 2020 : 3° - 2021 : Vincitore |  |

### Altri rally raid
- Abu Dhabi Desert Challenge: 5 vittorie auto (2002, 2003, 2005, 2007 e 2011) e 2 vittorie moto (1996 e 1997)[4]
- Rally di Tunisia: 3 vittorie auto (2002, 2004 e 2006) e 2 vittorie moto (1990 e 1994)[5]
- Rally del Marocco: 3 vittorie auto (2004, 2009 e 2010)[6]
- Baja España-Aragón: 3 vittorie auto (2007, 2010 e 2012)